# Ocho sentencias de muerte
Ocho sentencias de muerte (título original en inglés: Kind Hearts and Coronets) es una película británica, en clave de comedia, de 1949, dirigida por Robert Hamer. Los actores principales son: Dennis Price, Joan Greenwood, Valerie Hobson y Alec Guinness; Guinness representa ocho papeles distintos. La trama es una adaptación libre de la novela Israel Rank: The Autobiography of a Criminal (1907) de Roy Horniman.
Michael Balcon, director de los Estudios Ealing y productor de la película, nombró director a Hamer. Se rodó a partir de septiembre de 1948 en el Castillo de Leeds y otros exteriores en el condado de Kent, además de interiores en los propios estudios.

## Argumento
En la Inglaterra eduardiana, Louis D'Ascoyne Mazzini (Dennis Price), décimo duque de Chalfont, pasa su última noche en prisión esperando su ejecución, por asesinato,  a la mañana siguiente. Mientras escribe sus memorias, se produce un flashback.
Su madre, la hija menor del séptimo duque de Chalfont, se fuga con un cantante de ópera italiano, llamado Mazzini (también interpretado por Dennis Price) y es repudiada por su aristocrática familia que no acepta ese matrimonio tan desigual. Los Mazzini viven pobres pero felices hasta la muerte del padre, poco después del nacimiento del hijo. La madre de Louis le cuenta la historia de su familia y le dice que, contrariamente a otros linajes, el ducado de Chalfont puede transmitirse por vía materna. Los únicos amigos de la infancia de Louis son Sibella y su hermano, hijos de un médico de su barrio.
Cuando Louis acaba el colegio, su madre escribe a su pariente Lord Ascoyne D'Ascoyne, banquero privado, para que ayude a su hijo en su futuro profesional, pero no consigue nada. Louis se ve obligado a trabajar como dependiente en una tienda de tejidos. Cuando muere su madre, su último deseo de ser enterada en el panteón familiar del Castillo de Chalfont, también se le niega. Louis propone matrimonio a Sibella (Joan Greenwood), que se ríe de él y se casa con Lionel Holland (John Penrose), un compañero de colegio de su hermano con un padre rico. Poco después, Louis se pelea con un cliente que resulta ser Ascoyne D'Ascoyne, el hijo único del banquero, que hace que lo despidan.
Louis decide matar a Ascoyne D'Ascoyne y a las otras siete personas que se interponen entre él y el ducado. Después de provocar un accidente en barca fatal para Ascoyne D'Ascoyne (Alec Guinness — 1) y su querida, Louis escribe una carta de pésame a Lord Ascoyne D'Ascoyne (Alec Guinness — 2), padre de su víctima, que le proporciona un empleo en el banco como oficinista. Tras su posterior ascenso, Louis se muda a un apartamento de soltero en St James's, Londres, para sus encuentros con Sibella.
A continuación, Louis enfoca a Henry D'Ascoyne (Alec Guinness — 3), un entusiasta fotógrafo aficionado. Conoce a Henry y queda prendado de su mujer, Edith (Valerie Hobson). Sustituye el petróleo de la lámpara por parafina en el cuarto oscuro, con fatal resultado. Louis se da cuenta de que la viuda será su perfecta duquesa. El Reverendo Lord Henry D'Ascoyne (Alec Guinness — 4) es su siguiente víctima. Louis, haciéndose pasar por el Obispo de Matabeleland, envenena a Lord Henry con el vino de Oporto que toma después de cenar. Desde la ventana de su apartamento, Louis con un arco y una flecha derriba el globo en el que la suffragette Lady Agatha D'Ascoyne (Alec Guinness — 5) está lanzando panfletos sobre Londres. Seguidamente, Louis envía al General Lord Rufus D'Ascoyne (Alec Guinness — 6) un tarro de caviar con una bomba. El Almirante Lord Horatio D'Ascoyne (Alec Guinness — 7) es todo un reto porque rara vez está en tierra. Sin embargo, y por casualidad, insiste convenientemente en hundirse con su barco después de provocar una colisión en el mar.
Cuando Edith acepta casarse con Louis, se lo notifican a Ethelred , el octavo duque, viudo y sin hijos. Les invita a pasar unos días en el Castillo de Chalfont. Cuando Ethelred (Alec Guinness — 8) informa a Louis casualmente que pretende casarse para tener un heredero, Louis prepara un «accidente» de caza. Antes de disparar sobre el duque, le revela sus motivos. Lord Ascoyne D'Ascoyne muere de un shock al enterarse de que es el nuevo duque, evitando a Louis el asesinato de su amable empleador. Louis hereda el ducado, pero su triunfo dura poco.
Lionel, marido de Sibella, había pedido, borracho, a Louis que le ayudara económicamente para evitar la quiebra, pero Louis no se la concede. Más tarde, Lionel aparece muerto y un detective de Scotland Yard arresta Louis como sospechoso de asesinato. Louis exige ser juzgado por sus pares en al Cámara de los Lores. Durante el juicio, Louis y Edith se casan. Sibella testifica falsamente que Lionel estaba a punto de pedir el divorcio e implica a Louis en el asunto. Irónicamente, Louis es declarado culpable de un asesinato que ni siquiera se había planteado.
Sibella visita en la cárcel a Louis y le deja caer que «si apareciera» una nota de despedida de Lionel antes de suicidarse, quedaría libre del cargo de asesinato; y que «si desapareciera» Edith, podrían casarse. Momentos antes de ser ahorcado, se descubre la nota y es liberado. A las puertas de la prisión le esperan dos carruajes y dos mujeres, Edith y Sibella; pero es incapaz de decidirse por una de ellas. Cuando ya ha cruzado el umbral de la cárcel se le acerca un periodista de la revista «Tit-Bits» que quiere publicar sus memorias; entonces Louis recuerda que ha dejado el manuscrito en la celda (proporcionando él mismo a las autoridades una confesión completa).

## Reparto
- Dennis Price como Louis Mazzini y su padre
- Alec Guinness como ocho miembros de la familia D'Ascoyne y el retrato del 7.º Duque, padre de Ethelred

Ethelred, 8.º Duque de Chalfont
El Reverendo Lord Henry
General Lord Rufus
Almirante Lord Horatio
Lord Ascoyne, el banquero
Lady Agatha D'Ascoyne, la sufragista
El joven Ascoyne, hijo del banquero
El joven Henry, fotógrafo
- Valerie Hobson como Edith D'Ascoyne
- Joan Greenwood como Sibella
- Audrey Fildes como la mamá de Louis Mazzini
- Miles Malleson como el verdugo
- Clive Morton como el gobernador de la prisión
- John Penrose como Lionel
- Cecil Ramage como el abogado de la acusación
- Hugh Griffith como el Lord gran senescal, presidente del proceso de Louis
- John Salew como el Sr. Perkins
- Eric Messiter como el inspector Burgoyne de Scotland Yard
- Lyn Evans como el granjero
- Barbara Leake como la amante del joven Ascoyne
- Peggy Ann Clifford como Maud Redpole
- Anne Valery como la chica en una barca
- Arthur Lowe como el reportero de Tit-Bits[2]
- Richard Wattis como el abogado de la defensa (no acreditado)
- Laurence Naismith como el guardián en la cárcel (no acreditado)
- Jeremy Spenser como Louis de niño (no acreditado)
- Carol White como Sibella de niña (no acreditado)

## Producción

### Preproducción

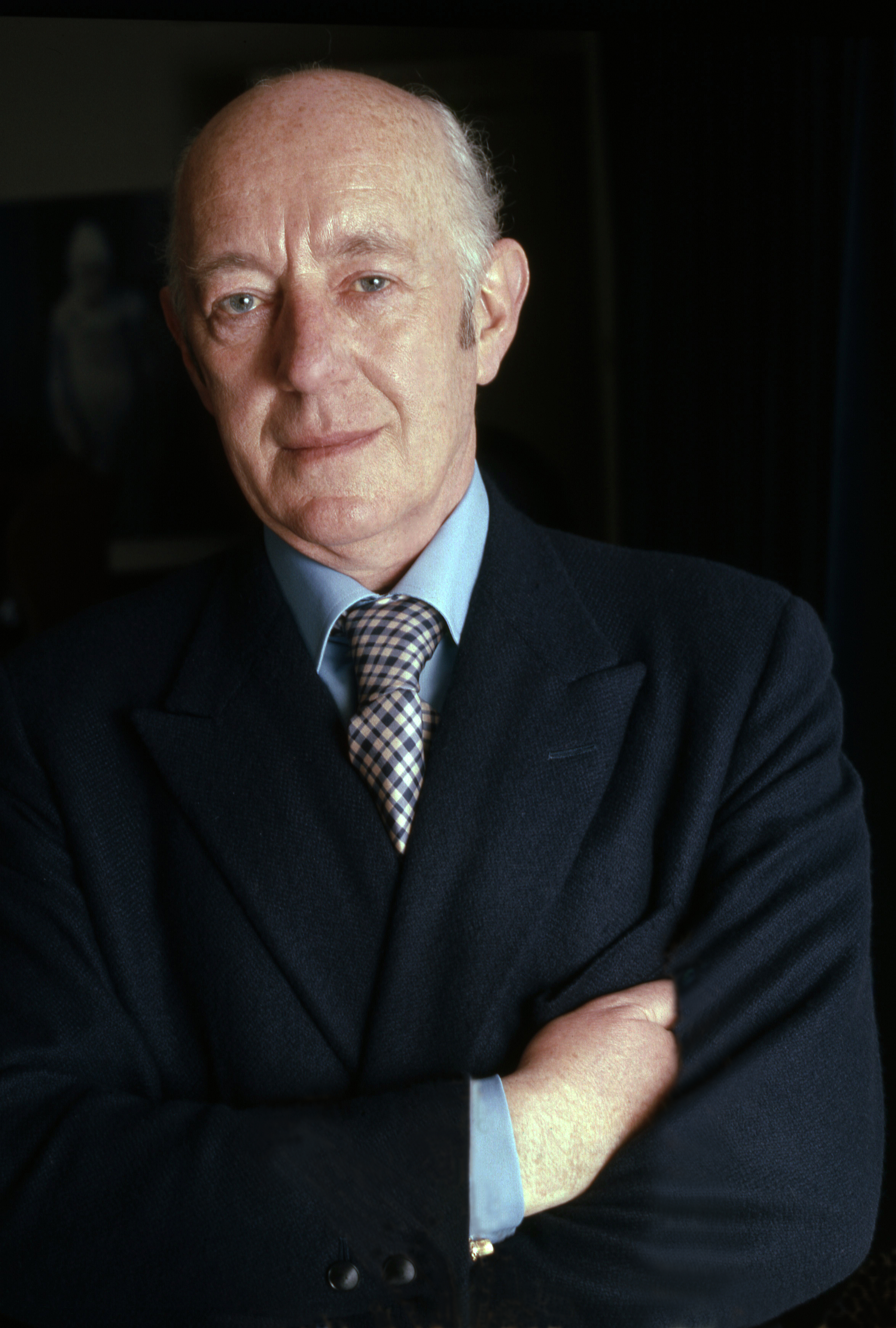
El actor Alec Guinness en 1972.

En 1947, el dramaturgo y guionista británico Michael Pertwee, que en ese momento trabajaba para los Estudios Ealing, sugirió la adaptación de la novela escrita en 1907 por Roy Horniman Israel Rank: The Autobiography of a Criminal. El escritor Simon Heffer puntualiza que la trama original de la novela es algo oscura —incluye la muerte de un niño— y difiere de la película en diversos puntos, como los asesinatos. La mayor diferencia es la ascendencia del personaje principal: en la novela es medio-judío  y en la película, medio-italiano; Heffer comenta sobre el personaje de Mazzini que «el uso despiadado de las personas (particularmente mujeres) y su codiciosa búsqueda de una buena posición social, concuerdan con el estereotipo que el antisemitismo tiene sobre los judíos».
El cambio de Israel Rank a Louis Mazzini se produjo debido «a la sensibilidad sobre el antisemitismo en la posguerra» y la postura moral de las películas producidas en Estudios Ealing. Según el British Film Institute (BFI), la novela se ancla «conscientemente en la tradición» de Oscar Wilde, como lo reflejan el esnobismo y el dandismo mostrados en la película.
El jefe de Estudios Ealing, el productor  Michael Balcon, al principio no estaba nada convencido con la idea de esta película, decía «no voy a producir una comedia con ocho asesinatos»; pero los creativos consiguieron que lo reconsiderara. Balcon, como productor, eligió a Robert Hamer como director y le advirtió: «Vas a intentar vender a los británicos la mercancía más invendible, la ironía. ¡Te deseo buena suerte!». A Hamer no le gustaba el guionista Pertwee, que se descolgó del proyecto, dejando la labor al propio Hamer y a John Dighton. Hamer sí apreció el potencial de la historia.
La producción de Ocho sentencias de muerte tuvo lugar al mismo tiempo que otras «comedias Ealing»: Pasaporte para Pimlico (Passport to Pimlico, 1949) y Dicha para todos / Whisky a gogó (Whisky Galore!, 1949); las tres se estrenaron en los cines de Gran Bretaña en cuestión de dos meses. El título original (en inglés) de la película Kind Hearts and Coronets se tomó del poema Lady Clara Vere de Vere, escrito en 1842 por Alfred Tennyson. La copla original es: 

| Kind hearts are more than coronets, And simple faith than Norman blood.[13] | Los corazones amables son más que las pequeñas coronas, Y la fe sencilla, más que la sangre normanda. |

En principio, a Alec Guinness le ofrecieron solamente cuatro de los personajes D'Ascoyn; lo recordaba así: «Leí el guion en Francia, en la playa, desternillándome de risa desde la primera página; no me molesté en terminar de leerlo. Fui directo al hotel y puse un telegrama diciendo ‘¿Por qué cuatro personajes? ¿por qué no los ocho?’»

### Rodaje
La producción de la película se inició el 1 de septiembre de 1948. Los exteriores se rodaron en dos pueblos del condado de Kent, Harrietsham y Boughton Monchelsea. El castillo de Leeds se utilizó como Chalfont, la residencia de la familia D'Ascoyne. El resto del rodaje se realizó en los Estudios Ealing.
El vestuario lo diseñó Anthony Mendleson, que hizo corresponder el ascenso social de Louis con su cambio de indumentaria. Mientras es un dependiente de una tienda, el traje de Louis estaba mal cortado y era apagado; más tarde aparece con trajes a medida, con solapas de satén, llevando una bata de brocado y esperando su ejecución con una chaqueta  
de terciopelo con cuello acolchado. Mendleson contó que para vestir a Guinness en todos sus papeles, la ropa era menos importante que el maquillaje y la caracterización del actor.
En una escena Guinness aparece como seis de los personajes que interpreta, al mismo tiempo y en un solo cuadro. Se consiguió utilizando la técnica de «mate en cámara». La película fue re-expuesta varias veces con Guinness en distintas posiciones durante varios días. El director de fotografía responsable de este efecto, Douglas Slocombe, recuerda dormir en el estudio para asegurarse de que nadie moviera la cámara.
La muerte del almirante Horatio D'Ascoyne se inspiró en la colisión entre los acorazados HMS Victoria y HMS Camperdown cerca de Trípoli (Líbano) en 1893, durante unas maniobras por la orden de virar en formación emitida por el vicealmirante Sir George Tryon. El Victoria se hundió en menos de 15 minutos causando más la pérdida de más de 350 hombres. Para rodar la escena, Hamer le preguntó a Guinness si podría mantener la postura —saludando, de cara la cámara, mientras el agua subía a su alrededor— hasta que el agua tapara su cabeza completamente; Hamer quería mostrar la gorra del almirante flotando sobre la superficie del agua. Guinness contestó que sí, que era practicante de yoga y podía mantener la respiración durante cuatro minutos. Así, sujetaron a Guinness con cables a la cubierta para mantenerlo estable y se realizó la toma; cuando Hamer gritó: «¡Corten!», el equipo comenzó a recoger y se olvidó de desatar a Guinness hasta cuatro minutos después de que terminara la escena.
La música de la película está interpretada por la Orquesta Philharmonia, dirigida por Ernest Irving (director y arreglista) que «‘piratea’ las obras de Mozart en su provecho; la elegancia, refinamiento y propiedad de las piezas elegidas ofrecen tanto una metáfora de una sociedad ordenada como un contrapunto al asesinato más desagradable».

## Estreno y críticas
Ocho sentencias de muerte (Kind Hearts and Coronets) se estrenó en Londres el 13 de junio de 1949. En Francia se estrenó en 1950. Para el estreno en EE. UU. en 1950, se tuvieron que hacer algunos cambios y cumplir el código Hays. Se añadió un nuevo final que mostraba como las memorias de Louis se descubrían antes de que él pudiera recuperarlas; los diálogos entre Louis y Sibella se alteraron para restar importancia al adulterio; se eliminaron las frases despectivas dirigidas al reverendo Henry D'Ascoyne; en la cancioncilla «pito, pito, gorgorito» la palabra nigger se reemplazó por sailor (marinero). La versión estadounidense es seis minutos más corta que la original británica.
La película fue bien acogida por la crítica. aunque pensaban que era un poco larga, el crítico del diario The Manchester Guardian la calificó de divertida «debido al toque ligeramente satírico con el que se abordan los asesinatos, ... las palabras rara vez se tratan con respeto en el cine.» Bosley Crowther, el crítico del periódico estadounidense The New York Times, definió la película como «una pequeña y deliciosa sátira con educación y moral eduardianas —todo muy refinado y apropiado—»,  mientras que el colaborador anónimo de la revista Time la clasificó como «una de las mejores películas del año».
Los ocho papeles representados por Guinness —nueve si se incluye el retrato del 7.º Duque de Chalfont, ya fallecido al empezar la película—, se ganaron los elogios de diversos críticos, como Caroline A. Lejeune del dominical The Observer. El crítico anónimo de la revista mensual The Monthly Film Bulletin escribió que Guinness interpretó los papeles «con inteligencia y moderación, mostrando su habilidad como actor», mientras que Crowther consideró que Guinness actuaba con «ingenio y variedad tan devastadores que, naturalmente, domina la película». La actuación de Price también fue apreciada por ciertos críticos, como The Monthly Film Bulletin, que consideró su «actuación brillante» y Richard L. Coe, crítico del diario The Washington Post, lo calificó de «espléndido». Crowther escribió que Price estuvo «tan hábil en su único y exigente papel como Guinness». Lejeune en The Observer disentía y afirmó que «queda lamentablemente superado cada vez que aparece frente a un personaje de Guinness».
Ocho sentencias de muerte fue nominada para los Premios BAFTA (British Academy of Film and Television Arts) en la categoría de mejor película británica, junto con Pasaporte para Pimlico (Passport to Pimlico) y Dicha para todos / Whisky a gogó (Whisky Galore!), pero fracasaron frente a El tercer hombre (The Third Man, 1949). La película se proyectó en el Festival Internacional de Cine de Venecia de 1949 como una de las aportaciones de Gran Bretaña, donde William Kellner ganó el premio al mejor diseño de producción.
Según Michael Newton, escribiendo para el Instituto de Cine Británico, BFI, la película sigue siendo altamente apreciada por los expertos en cine. En 1964, la revista semanal británica The Spectator la calificó como «la comedia más perfecta producida por un estudio británico» y el actor Peter Ustinov la consideró el «mayor logro» de los Estudios Ealing, «una película de construcción exquisita y calidad literaria.» Ocho sentencias de muerte se encuentra entre las 100 mejores películas de la revista Time; también ocupa el sexto lugar en la lista de las 100 mejores películas británicas del siglo XX del Instituto de Cine Británico Trece críticos y directores de cine votaron a favor de Ocho sentencias de muerte en la encuesta de 2012 del BFI sobre las mejores películas de todos los tiempos. incluyendo a Terence Davies, Peter Bradshaw y Philip French.